# Richard Gough (Antiquar)
Richard Gough (* 21. Oktober 1735 in London; † 20. Februar 1809 ebenda) war ein britischer Antiquar.

## Leben
Richard Gough wurde am 21. Oktober 1735 als einziger Sohn von Harry Gough, Parlamentsmitglied und Direktor der Britischen Ostindien-Kompanie, und dessen Frau Elizabeth, Tochter eines Londoner Brauereibesitzers, geboren. Zwei seiner drei Schwestern verstarben im Kindesalter.
Gough selbst litt an Epilepsie und starb am 20. Februar 1809 an einer Reihe epileptischer Anfälle, die zuvor bereits seine geistigen Fähigkeiten beeinträchtigt hatten. Er wurde am 28. Februar 1809 am Friedhof der Wormley Church in Hertfordshire begraben.

### Ausbildung und Studium
Gough, der als frühreif galt, erhielt Privatunterricht und wurde von sozialen Kontakten weitgehend ferngehalten. Schon früh begann er, sich mit Lyrik, Geschichtswissenschaft und Übersetzungsarbeiten zu beschäftigen, die seine Mutter zum Teil auf eigene Kosten drucken und im Bekanntenkreis zirkulieren ließ. Goughs Erstlingswerk erlebte eine Auflage von 25 Exemplaren zur „Verteilung an die nächsten Freunde“.
Nach dem Tod seines Vaters im Jahr 1751 erbte Gough zwar dessen Besitz, stand aber als Minderjähriger zunehmend unter dem Einfluss seiner Familie mütterlicherseits. Diese stammte aus dem Umfeld der English Dissenters und hatte Gough bereits für eine geistliche Laufbahn bestimmt. Angeblich sollen sich manche Familienmitglieder um ein Immatrikulationsverbot für Gough bemüht haben, damit er sich ihrem Willen beuge und letztlich doch den geistlichen Weg einschlage. Es ist jedoch bezeugt, dass sich Gough im Jahr 1752 am Corpus Christi College in Cambridge immatrikulierte und dort bis 1756 blieb, ohne jedoch einen formalen Abschluss zu erlangen. Zeitgenossen zufolge war der verschlossene Gough häufig Ziel des Spottes seiner Kommilitonen und verbrachte auch seine Freizeit im akademischen Austausch mit seinem Tutor John Bernardiston. Nichtsdestotrotz knüpfte Gough in seiner Zeit an der University of Cambridge einige Bekanntschaften mit gleichgesinnten Studenten, mit denen er auch nach der Studienzeit in regem Kontakt blieb.
Goughs Vorbilder in Bezug auf die antiquarische Tätigkeit waren Matthew Parker, der im 16. Jahrhundert die antiquarischen Traditionen des Corpus Christi College geprägt, und William Stukeley, der diese im 18. Jahrhundert durch moderne Methodologie ergänzt hatte. Auf den Spuren des letzteren unternahm Gough nach Abbruch seines Studiums eine Reihe von Reisen, im Rahmen derer er vor allem Peterborough, Stamford und Croyland Abbey besuchte.

### Antiquarische Tätigkeit
Im Jahr 1767 wurde Gough in die Society of Antiquaries of London gewählt und auf Initiative des Präsidenten der Gesellschaft 1771 zum Direktor derselben nominiert. Während seiner Tätigkeit für die Gesellschaft publizierte Gough zahlreiche Aufsätze in deren Zeitschrift Archaeologia, bei der er auch in der Redaktion mitwirkte. Es zeigte sich, dass Gough insbesondere als Koordinator und Herausgeber von größeren Werken talentiert war, und so kam es zu Zusammenarbeiten mit verschiedenen renommierten Historikern seiner Zeit. Gough war auch an der Herausgabe der Vestuta Monumenta, einer Serie von Gravuren, beteiligt und dadurch imstande, talentierte Zeichner gezielt zu fördern.
Gemeinsam mit einigen engen Freunden bemühte sich Gough, die Ernennung neuer Mitglieder zu verhindern, wenn diese nur das soziale Prestige der Gesellschaft für sich nutzen wollten. So kam es 1797 zum endgültigen Bruch mit der Gesellschaft, als diese den Architekten James Wyatt aufnahm, der nach Goughs Meinung keine antiquarischen Kompetenzen besaß.
Von 1775 bis 1795 war Gough auch Mitglied der Royal Society und stand in regelmäßigem Briefwechsel mit dem Gentleman's Magazine. Dort veröffentlichte Gough unter den Initialen D. H. einige Beiträge und wurde 1786 als Nachfolger von Benedictine John Duncombe als leitender Rezensent.

### Heirat und soziales Engagement
Mit dem Tod seiner Mutter im Jahr 1774 erbte Gough weitere Besitztümer der Familie und hatte keine Arbeitsstelle mehr nötig. Im selben Jahr heiratete Gough ohne großes Aufsehen und stellte sich damit erneut gegen den Willen seiner Familie. Mit seiner Frau Anne, der vierten Tochter eines Grundbesitzers aus Hertfordshire, lebte Gough ein zurückgezogenes Leben auf dem Land. Dort wurde Gough zum Schirmherr der örtlichen Pfarrschule und erwarb sich einen Ruf als freigiebiger Wohltäter.
Auch Goughs Testament bezeugte dessen lebhaftes Interesse am finanziellen Wohlergehen seiner Freunde: Von seinem Vermögen gingen große Teile an wohltätige Zwecke, ärmere Freunde und Kinder dieser Freunde. Ursprünglich hatte Gough geplant, seine umfangreiche Sammlung an Büchern und Kupferstichen dem British Museum zu vermachen, entschied sich jedoch anders, als man ihn nicht wie erwartet zum Treuhänder des Museums ernannte. Schließlich hinterließ Gough seine topographische Sammlung der Bodleian Library und seine angelsächsischen Manuskripte dem Saxon Professor der University of Oxford, während alles Übrige im Besitz seiner Witwe blieb.

## Publikationen (Auswahl)
- The History of the Bible Translated from the French. London: 1747. (Originaltitel: Histoire du Vieux et du Nouveaux Testament, Autor des Originals: David Martin)
- The Customs of the Israelites Translated from the French of Abbé Fleury. London: James Waugh 1750. (Originaltitel: Les moeurs des Israelites, Autor des Originals: Claude Fleury)
- Atlas renovatus, or, Geography Modernized (Erstveröffentlichung: 1751)
- The history of Carausius, or, An examination of what has been advanced on that subject by Genebrier and Dr Stukeley. London: T. Becket and P. A. Hondt 1762. (Digitalisat)
- Anecdotes of British Topography. Or, an historical account of what has been done for illustrating the topographical antiquities of Great Britain and Ireland. London: W. Richardson and S. Clark 1768. (ursprünglich anonym veröffentlicht)
- British Topography. London: T. Payne and Son, and J. Nichols 1780.
- Sepulchral Monuments in Great Britain applied to illustrate the history of families, manners, habits, and arts. London: J. Nichols 1786.